# Belovár-Bilogora megye
Belovár-Bilogora megye (horvátul Bjelovarsko-bilogorska županija) Észak-Horvátországban helyezkedik el. Székhelye Belovár. Lakosainak száma 119 764 fő (2011).

## Települések

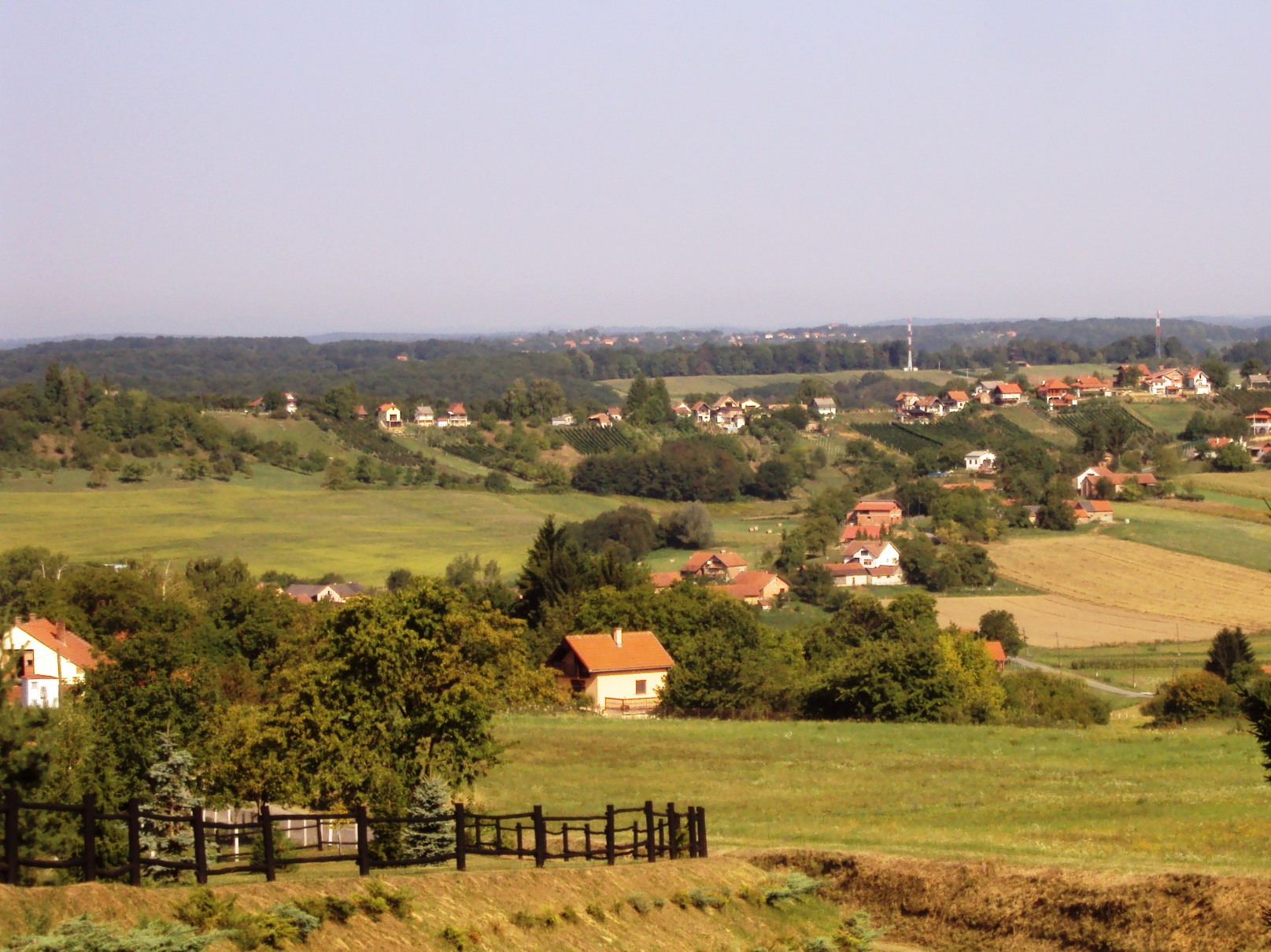
Maglenča falu

### Városok
| Város                      | Lakosság (2001) |
| -------------------------- | --------------- |
| Belovár (Bjelovar)         | 41.869          |
| Csázma (Čazma)             | 8.895           |
| Daruvár (Daruvar)          | 13.243          |
| Gerzence (Garešnica)       | 11.630          |
| Grobosinc (Grubišno Polje) | 7.523           |

### Községek
| Település                      | Lakos |
| ------------------------------ | ----- |
| Berek                          | 1.706 |
| Szentlélek (Dežanovac)         | 3.355 |
| Đulovac                        | 3.640 |
| Hercegovac                     | 2.791 |
| Ivanska                        | 3.510 |
| Kapela                         | 3.516 |
| Končanica                      | 2.824 |
| Nova Rača                      | 4.077 |
| Rojcsa (Rovišće)               | 5.262 |
| Severin                        | 1.038 |
| Szircs (Sirač)                 | 2.546 |
| Šandrovac                      | 2.095 |
| Štefanje                       | 2.347 |
| Nagypisznice (Velika Pisanica) | 2.151 |
| Velika Trnovitica              | 1.661 |
| Nagygordonya (Veliki Grđevac)  | 3.313 |
| Veliko Trojstvo                | 3.092 |
| Tapalóc (Zrinski Topolovac)    | 1.000 |